# Martin Hendriks
Martin Hendriks (Assen, 11 maart 1965) is een Nederlands voormalig veldrijder die succesvol was in de jaren '80 en jaren '90 van de twintigste eeuw.

## Palmares
1983
- 2e in Wereldkampioenschap, Cyclocross, Junioren, Birmingham

1984
- 3e in Cyclocross Drachten (NED)

1985
- 2e in Cyclocross Gieten, (NED)
- 1e in Cyclocross Drachten (NED)

1986
- 3e in Cyclocross Gieten (NED)
- 2e in Cyclocross Oss (NED)
- 1e in Cyclocross Valkenswaard (NED)
- 3e in Cyclocross Zarautz (ESP)
- 3e in Cyclocross Diegem (BEL)

1987
- 2e in Cyclocross Gieten (NED)
- 3e in Cyclocross Zürich-Waid (SUI)
- 2e in Cyclocross Zarautz (ESP)
- 3e in eindstand Superprestige veldrijden

1988
- 2e in Cyclocross Gieten (NED)

1989
- 3e in Cyclocross Contern (LUX)
- 2e in Cyclocross Valkenswaard (NED)

1991
- 3e in Nationaal Kampioenschap, Cyclocross, Elite, Nederland (NED)
- 3e in Cyclocross Asper-Gavere (BEL)
- 2e in Cyclocross Harnes (FRA)
- 1e in Cyclocross Lieshout (NED)

1992
- 1e in Cyclocross Harnes (FRA)
- 1e in Cyclocross Westerbeek (Hel van de Peel (NED)

1994
- 3e in Cyclocross Drachten  (NED)

## Ploegen
- 1987 - 1989  Panasonic - Isostar
- 1989 - 1991  Unigarant
- 1991 - 1992  PDM - Concorde
- 1992 - 1993  Moonen - (Drenthe Lease)
- 1993 - 1994  Giant